# Nathalie Tineo
Nathalie Tineo (* 24. Januar 1982 in Hamburg) ist eine deutsche Sängerin. Bekannt wurde sie durch eine Zusammenarbeit mit Dieter Bohlen im Jahr 2006.

## Leben
2003 nahm Nathalie Tineo an der Castingshow Die deutsche Stimme 2003 teil. 2006 veröffentlichte sie ihre erste Single. Mit Ich liebe dich, produziert und komponiert von Dieter Bohlen, schaffte sie es in die Top-40 der deutschen Singlecharts. Bis dahin hatte sie sich schon als Background-Sängerin, u. a. für DJ BoBo einen Namen gemacht. Sie modelte und übernahm Gastrollen in TV-Serien wie dem Tatort oder Alphateam.
Im gleichen Jahr veröffentlichte die gebürtige Hamburgerin ihr erstes Album Licht und Schatten. Später sang Tineo in ABBA-FEVER – die ultimative Abbashow. Ihre Debütsingle Ich liebe dich wurde mehrfach gecovert. Eine Version befindet sich auf dem Album Schwerelos von Andrea Berg, welches sich über 500.000-mal verkaufte.
Aktuell ist Tineo mit dem Burlesque-Showprojekt The Sinderellas beschäftigt.

## Diskografie

### Studioalben
- 2006: Licht und Schatten

### Singles
- 2004: You (zusammen mit Special D.)
- 2006: Ich liebe dich (VÖ: 6. Februar 2006)
- 2006: Sei so wie du bist (VÖ: 29. Mai 2006)
- 2019: Einen Scheiß muss ich